# Кочни падобран
Кочни падобран је падобран који се користи за драстично обарање брзине покретног објекта са циљем да се објекат успори или да се омогући контрола и стабилност. Изумео га је Ђовани Агуста 1911. године.

## Конструкција и карактеристике
Кочни падобран се више развлачи и има значајно мању површину од конвенционалног падобрана, чиме се постиже мањи аеродинамички отпор. Ово значи да кочни падобран не може да успори објекат као конвенционални падобран, али може да обори брзину на коју би конвенционални падобран распао.
Једноставан дизајн кочног падобрана омогућава његову лаку примену. Тамо где би конвенционални падобран имао проблем да се не отвори, кочни падобран се надувава лакше и поузданије чиме се сигурније ствара очекивани аеродинамички отпор.

## Историја
Кочни падобран је први пут искористио руски изумитељ Глеб Котељников искоришћен 1912. На путу крај Царског села (данас део Санкт Петербурга) Котелников је успешно демонстрирао ефекат кочења убрзавајући аутомобил до максималне брзине, а онда је отворен кочни падобран закачен за задње седиште.
У авиатици је кочни падобран први пут коришћен 1937. године на совјетском четворомоторном авиону Тупољев АНТ-6 током поларне експедиције на Арктику. Кочни падобран је омогућио авиону сигурно слетање на залеђеним површинама.
Један од најраније производње војних авиона који су користили кочни падобран за смањење брзине при слетању и скраћење слетног пута је био Arado Ar 234B извиђач-бомбардер немачког Луфтвафеа.